# Емонс (Минесота)
Емонс (енгл. Emmons) град је у америчкој савезној држави Минесота.

## Демографија
По попису из 2010. године број становника је 391, што је 41 (-9,5%) становника мање него 2000. године.
| Група             | 2000.       | 2010.       |
| Белци             | 408 (94,4%) | 363 (92,8%) |
| Афроамериканци    | 2 (0,5%)    | 0 (0,0%)    |
| Азијати           | 0 (0,0%)    | 0 (0,0%)    |
| Хиспаноамериканци | 19 (4,4%)   | 18 (4,6%)   |
| Укупно            | 432         | 391         |